# Terranova di Pollino
Terranova di Pollino község (comune) Olaszország Basilicata régiójában, Potenza megyében.

## Fekvése
Potenzától 154 km-re fekszik, így ez a megyeszékhelyétől legtávolabbra eső olasz község. Alessandria del Carretto, Castrovillari, Cerchiara di Calabria és San Lorenzo Bellizzi calabriai, továbbá Chiaromonte, Francavilla in Sinni, San Costantino Albanese, San Paolo Albanese és San Severino Lucano községekkel határos. Lakott részei a tengerszint feletti 800 és 1000 méter között fekszenek a Calvario-hegy lejtőin.

## Története
A települést a 16. században alapították Noja (mai Noepoli) részeként. A 19. század elején, amikor a Nápolyi Királyságban felszámolták a feudalizmust, önálló község lett.

## Népessége
A népesség számának alakulása:

## Főbb látnivalói
- Madonna della Pietà-templom (16. század)
- San Francesco da Paola-templom
- Sant’Antonio-templom
- Santa Maria delle Grazie-templom